# (462) Ériphyle
Pour les articles homonymes, voir Ériphyle (homonymie).
(462) Ériphyle est un astéroïde de la ceinture principale découvert par Max Wolf le 22 octobre 1900.